# Kinda Kinks
Kinda Kinks är den brittiska musikgruppen The Kinks andra studioalbum, utgivet 1965 av skivbolaget Pye Records. De amerikanska utgåvorna av albumet gavs ut av Reprise Records och hade ett annat omslag och annan låtlista. Albumet spelades in under en period på två veckor efter att gruppen varit på turné i Asien. Ray Davies har senare sagt att de inte fick tid nog att finputsa låtarna på grund av detta.
Den brittiska versionen innehöll hitsingeln "Tired of Waiting for You". Denna fanns inte med på den amerikanska versionen som istället hade med den senare singeln "Set Me Free". På albumet återfinns också låten "Wonder Where My Baby Is Tonight" som 1966 kom att släppas som unik singel i Norge och Sverige med låten "I Need You" som b-sida. 

## Låtlista
(låtar utan angiven upphovsman av Ray Davies)
Europeisk version:
1. "Look for Me Baby" - 2:17
2. "Got My Feet on the Ground" (Ray Davies, Dave Davies) - 2:14
3. "Nothin' in the World Can Stop Me Worryin' 'Bout That Girl" - 2:44
4. "Naggin' Woman" (Jimmy Anderson, J. D. "Jay" Miller, som Jay West) - 2:36
5. "Wonder Where My Baby Is Tonight" - 2:01
6. "Tired of Waiting for You" - 2:31
7. "Dancing in the Street" (Marvin Gaye, William "Mickey" Stevenson, Ivy Jo Hunter) - 2:20
8. "Don't Ever Change" - 2:25
9. "Come On Now" - 1:49
10. "So Long" - 2:10
11. "You Shouldn't Be Sad" - 2:03
12. "Something Better Beginning" - 2:26

Amerikansk version:
1. "Look for Me Baby" - 2:17
2. "Got My Feet on the Ground" (Ray Davies, Dave Davies) - 2:14
3. "Nothin' in the World Can Stop Me Worryin' 'Bout That Girl" - 2:44
4. "Wonder Where My Baby Is Tonight" - 2:01
5. "Set Me Free" - 2:12
6. "Ev'rybody's Gonna Be Happy" - 2:16
7. "Dancing in the Street" (Gaye, Stevenson, Hunter) - 2:20
8. "Don't Ever Change" - 2:25
9. "So Long" - 2:10
10. "You Shouldn't Be Sad" - 2:03
11. "Something Better Beginning" - 2:26

## Listplaceringar
- Billboard 200, USA: #60[1]
- UK Albums Chart, Storbritannien: #3[2]